# بحيرة سكاسين
بحيرة سكاسين هي بحيرة في بلديتي غرو و كونغسفينغر في مقاطعة هدمارك، النرويج.